# Кулик, Илья Александрович (фигурист)
Илья́ Алекса́ндрович Кули́к (род. 23 мая 1977, Москва, СССР) — российский фигурист, заслуженный мастер спорта России, Олимпийский чемпион и чемпион Европы, а также двукратный чемпион России (1997 и 1998 годы) и вице-чемпион России (1995 и 1996 годы), чемпион (1995 год) и бронзовый медалист (1993 год) юниорских мировых чемпионатов. Был победителем финала Гран-при сезона 1997/1998. Выступал в категории мужское одиночное катание. Закончил любительскую спортивную карьеру в 1998 году.

## Биография
Заниматься фигурным катанием привела мать в 5 лет. Первый тренер — Н.Т. Ружицкая, потом С. Громов. Затем тренировался у В. Н. Кудрявцева. Первая значительная победа — в 13 лет, в Норвегии, на соревнованиях «Piruetten Juniors competition» в 1990 году, где он представлял ещё Советский Союз. В декабре 1992 года к нему пришёл следующий крупный успех. Ему в Сеуле на дебютном мировом юниорском чемпионате удалось выиграть бронзовую медаль. Золото на юниорском чемпионате он выиграл через два года в ноябре в Будапеште.
В 1994 году, перед этим, Илье удалось выиграть чемпионат России среди юниоров. На чемпионате России в декабре 1994 года занял 2-е место и попал в сборную страны. Произвел сенсацию на чемпионате Европе 1995, дебютировав, сразу стал чемпионом. Его основной соперник, Алексей Урманов, допустил ошибку в короткой программе и занял 6-е место, что позволило Кулику обыграть его в итоге, несмотря на второе место в произвольной.
С сезона 1995/96 годов тренер Т. А. Тарасова помогла поставить программы, значительно усложнив хореографию, насытив её связующими элементами. Чемпионат Европы 1996 Кулик проиграл, не справившись с произвольной программой, однако на чемпионате мира 1996 года выполнил её (в том числе два прыжка тройной аксель), став серебряным призёром, проиграв одним судейским голосом.
С середины мая 1996 перешёл от В. Н. Кудрявцева к Т. А. Тарасовой. Сезон 1996/97 прошёл относительно неудачно, в финале чемпионской серии (аналог нынешнего финала Гран При), Илья выполнил чисто четверной тулуп. В 1998 году Т. А. Тарасова поставила максимально сбалансированные программы, предельно сконцентрировав Кулика на главный старт — Олимпийские игры (чемпионат Европы 1998 был пропущен), что позволило ему стать олимпийским чемпионом. В короткой программе в авангардном стиле на музыку Ж.-М. Жарра, Кулик выполнил чисто каскад тройной аксель — тройной тулуп, захватил лидерство. В исключительно гармоничной произвольной программе, с изящной хореографией на музыку Дж. Гершвина, с удачно вписанными элементами, Кулик, единственный из всех участников абсолютно чисто выполнил все прыжки, в том числе единственный из лидеров четверной прыжок — тулуп, два тройных акселя (один в каскаде с тройным тулупом), а также пять тройных прыжков.
С 1999 начал профессиональную карьеру, сохранив сложность программ, смог выиграть турниры «Champions on Ice» и «Stars on Ice». В 2000 году снялся в одной из ролей в фильме «Center Stage».
В 1999 году окончил Российскую государственную академию физической культуры.

### Личная жизнь
10 июня 2001 года в Сан-Франциско женился на Екатерине Гордеевой, а 15 июня 2002 года у пары родилась дочь Лиза. С 2003 по 2007 год они жили в городе Эйвон (штат Коннектикут). Летом 2007 переехали в город Ньюпорт-Бич (штат Калифорния). В 2016 году пара развелась. В настоящее время[какое?] Илья Кулик живёт и работает в Техасе.

## Государственные награды
- Кавалер ордена Почёта (1998) год за выдающиеся достижения в спорте, мужество и героизм, проявленные на XVIII зимних Олимпийских играх 1998 года[2].

## Спортивные достижения
| Соревнования/Сезон                                   | 1992—1993 | 1993—1994 | 1994—1995 | 1995—1996 | 1996—1997 | 1997—1998 |
| ---------------------------------------------------- | --------- | --------- | --------- | --------- | --------- | --------- |
| Зимние Олимпийские игры                              |           |           |           |           |           | 1         |
| Чемпионаты мира                                      |           |           | 9         | 2         | 5         |           |
| Чемпионаты Европы                                    |           |           | 1         | 3         | 4         |           |
| Чемпионаты мира среди юниоров                        | 3         | 11        | 1         |           |           |           |
| Чемпионаты России                                    |           |           | 2         | 2         | 1         | 1         |
| Финалы Гран-при                                      |           |           |           | 4         | 4         | 1         |
| Skate America                                        |           |           |           | 6         |           |           |
| Skate Canada                                         |           |           |           |           | 2         | 2         |
| Trophée Eric Bompard                                 |           |           |           | 1         |           |           |
| NHK Trophy                                           |           |           |           |           | 2         | 1         |
| Finlandia Trophy                                     |           |           |           | 2         |           |           |
| Nebelhorn Trophy                                     |           |           | 1         |           |           |           |
| Мемориал Карла Шефера                                |           |           | 3         |           |           |           |
| Первенство России по фигурному катанию среди юниоров |           | 1         |           |           |           |           |